# Скандинавський півострів
Скандинавський півострів — півострів, який лежить у північно-західній частині Європи. На ньому розташовані Норвегія, Швеція і частина Фінляндії (Кілпісярві).

## Географія
Скандинавський півострів є найбільшим у Європі. Має 1850 км довжини та приблизно 370—805 км ширини.
Скандинавські гори є кордоном між Норвегією і Швецією. Півострів омиває декілька водойм, а саме:
- Балтійське море (у тому числі Ботнічна затока) на сході, яке має Аландські острови (між Швецією[2] і Фінляндією) і острів Готланд;
- Північне море (у тому числі протоки Каттегат, Скагеррак і Ересунн) на заході та південному заході;
- Норвезьке море на заході;
- Баренцове море на півночі.

Найвища точка Гальгепігген (територія Норвегії) має висоту 2469 м. У Скандинавських горах розташований найбільший льодовик материкової Європи, Йостедалсбрин.
Приблизно чверть півострова лежить на північ від полярного кола, найпівнічнішою точкою є мис Нордкин. Клімат півострова варіює від субарктичного до помірного морського на півдні й південному заході.
На півострові багато озер, більшість з яких має льодовикове походження. Найбільші озера — Венерн (5650 км²), Веттерн (1900 км²) і Меларен (1140 км²). Річок також багато. Річки, що беруть початок на західних схилах гір, повноводні, але мають незначну довжину. Річки, що починаються на східних схилах гір, значно довші. Найбільші річки — Гломма (611 км), Турнеельвен (510 км), Умеельвен (467 км), Онгерманельвен (460 км), Кларельвен (460 км), Каліксельвен (450 км), Лулеельвен (450 км), Індальсельвен (420 км), Шеллефтеельвен (410 км).
Регіон багатий на деревину, залізо та мідь, має файні ґрунти на півдні Швеції. Великі поклади нафти та природного газу знайдені біля узбережжя Норвегії на шельфі Північного моря й Атлантичного океану.
Значна частина населення зосереджена в південній частині півострова. Стокгольм, Гетеборг та Мальме у Швеції і Осло, Берген та Тронгейм у Норвегії є найбільшими містами.

## Геологія
Скандинавський півострів розташований на Балтійському щиті, стабільній і великій ділянці земної кори, сформованій дуже давніми кристалізованими метаморфічними породами. Більшість ґрунтів, що покривали півострів, були знесені льодовиком під час зледеніння, особливо в північній частині, де щит залягає ближче до поверхні. Через зледеніння, гірський рельєф і несприятливий клімат дуже невелика частина території придатна під орні землі (3 % в Норвегії).
Льодовик поглибив річкові долини, які після танення льодовика були затоплені морем, створивши фіорди. На півдні льодовик залишив багато осадових відкладів, створюючи дуже хаотичний ландшафт.
Хоча Балтійський щит є стабільним і стійким до впливу сусідніх тектонічних утворень, однак під вагою майже чотирикілометрового льодовика місцевість зазнала опускання. Коли крижаний покрив розтанув, щит зазнав підняття, ця тенденція зберігається і досі зі швидкістю приблизно 1 м за 100 років. зворотний процес занурення, який є компенсацією цього підняття, простежується у Голландії та Данії.

## Населення
Перша зареєстрована наявність людей у південній частині півострова і в Данії сягає 12 000 років тому. Після танення льодовика клімат став теплішим, що дало змогу біому тундри поширитися на цю територію, що своєю чергою привабило мисливців на оленів. Унаслідок поступового потепління почали рости хвойні ліси, а згодом і мішані та листяні ліси, де оселялися великі ссавців на кшталт зубрів. Групи мисливців-рибалок-збирачів почали жити в районі з мезоліту (8200 років тому), до появи сільського господарства за часів неоліту (3200 років тому).
Північна і центральна частини півострова частково заселені представниками народу Саами, яких часто називають «лопарі», або «лапландці». У найдавніші часи вони проживали в арктичних і субарктічних регіонах, а також у центральній частині півострова до Даларна (Швеція). Вони говорять саамською мовою, що є не-індо-європейською, а мовою з угро-фінської сім'ї, і пов'язана з фінською та естонською. Інші мешканці півострова, відповідно до записів з дев'ятого століття норвежці на західному узбережжі Норвегії, данці в теперішній південній та західній Швеції та південно-східній Норвегії, свеї в регіоні навколо Меларен, а також на значній частині східного узбережжя Швеції та гьоти у Вестергьоланді й Естергьотланді. Ці народи говорили на тісно пов'язаних діалектах індо-європейських мов, давньонорвезькою. Хоча політичні кордони зазнали зміни ці народи, як і раніше, домінують на півострові на початку XXI століття.

## Політичне становлення
Попри те, що країни Північної Європи мають понад 1000-літню історію як окремі політичні утворення, міжнародні кордони були утворені пізно і мали тривале становлення. До середини XVII століття Швеція отримала вихід на Каттегат і контроль над північною частиною Балтійського узбережжя. Шведсько-норвезький кордон було остаточно узгоджено і демарковано 1751 року. Фінсько-норвезький кордон на півострові було створено після тривалих переговорів 1809 року, і спільні норвезько-російські округи не мали розподілу до 1826 року. Морський фінсько-норвезький кордон на Баренцевому морі було узгоджено в 1920 році, але Фінляндія поступилася цією територією Росії в 1944-му.
Данія та Швеція політично домінували на півострові протягом багатьох століть, Фінляндія та Норвегія отримали повну незалежність у XX столітті.